# Arsenal (armament)
|  | No s'ha de confondre amb Arsenal (marina de guerra). |

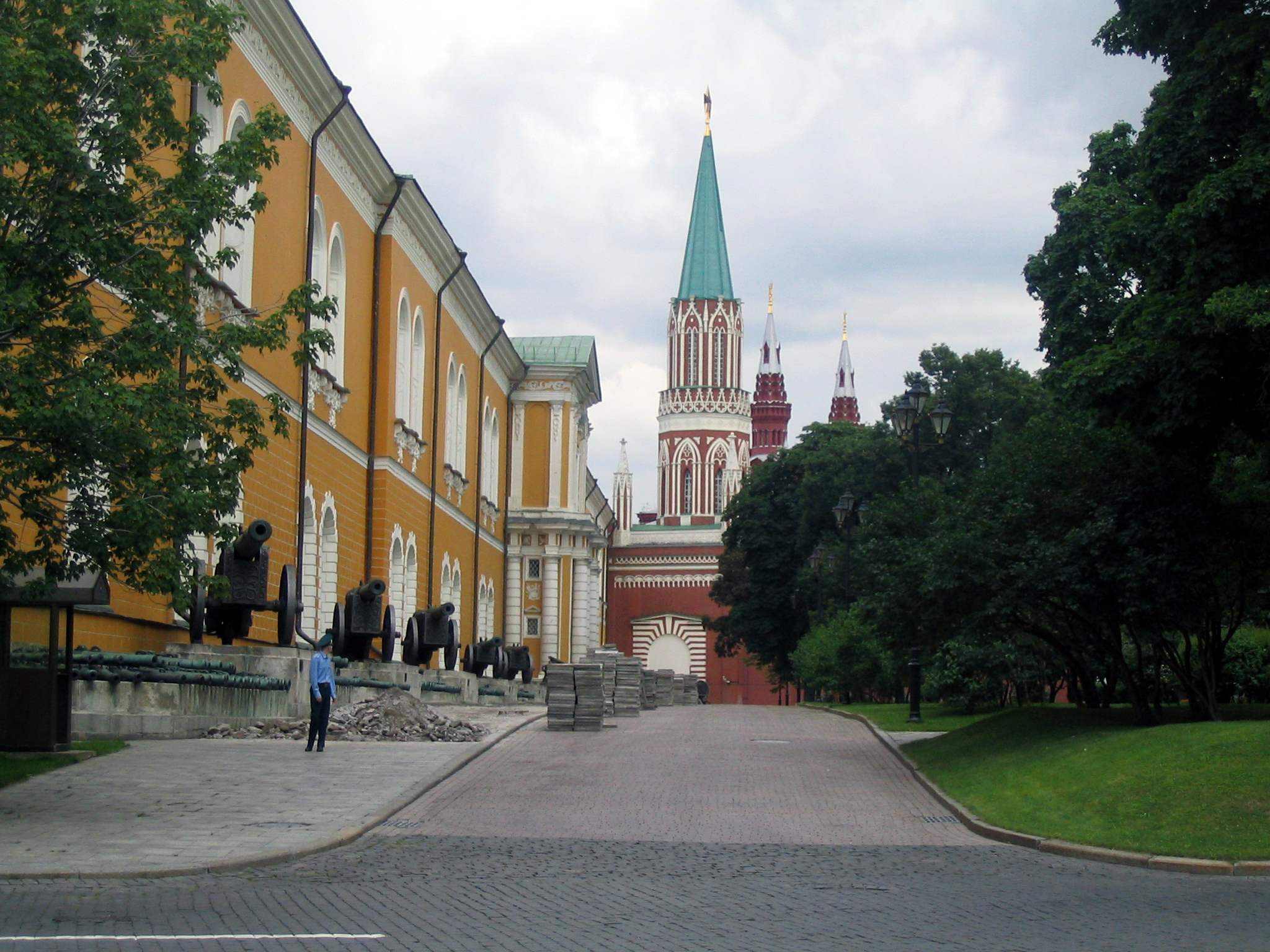
Vista de l'entrada a l'Arsenal del Kremlin.

Un arsenal era un edifici destinat a la construcció, reparació, emmagatzematge i distribució d'armament i munició. El terme arsenal amb el sentit de: "Dipòsit o magatzem general d'armes i altres efectes de guerra", figura sota diverses formes en les diferents llengües romanç - de les quals l'han adoptat les llengües germàniques; en italià arsenale, en català arsenal, etc. Així mateix els termes italians arzana i dàrsena i el català drassana resulten de la derivació d'aquesta expressió. El seu origen és el resultat de la transformació del terme àrab dār aṣṣinā‘ah, «casa de comerç» o «fàbrica», encara que hi ha autors que esmenten que un altre origen alternatiu del terme podria ser a partir de l'expressió llatina "arx senatus".
Un arsenal capaç de subministrar l'equip necessari a un exèrcit de grandària considerable constava d'una fàbrica d'armes, una fàbrica de transports, un laboratori, una fàbrica d'armes de mà, una fàbrica de munició d'armes de mà, una fàbrica d'arnesos, cuirs i tendes i una fàbrica d'explosius; així mateix, havia de comptar amb nombrosos magatzems.

## Varietats d'arsenal

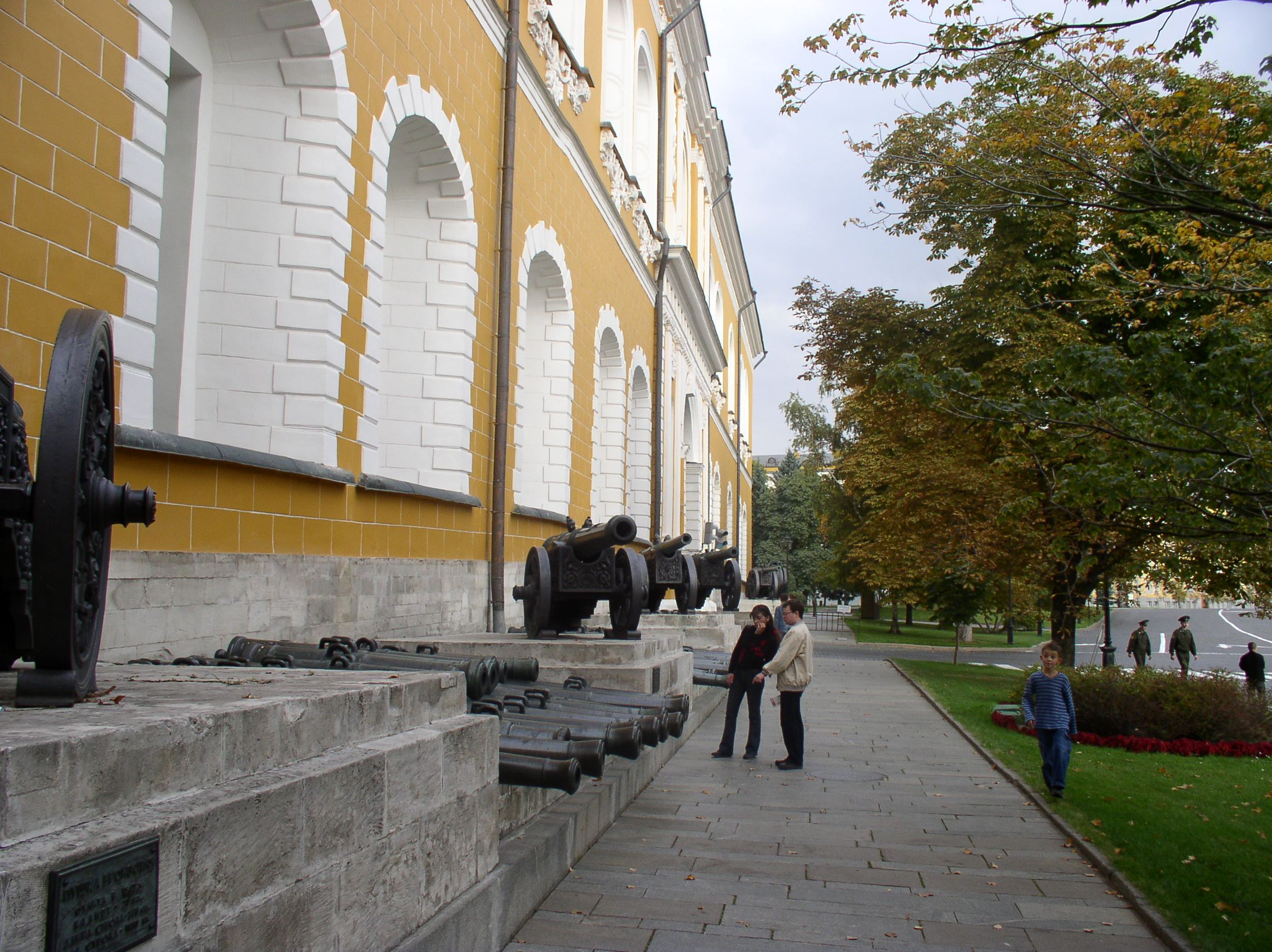
Canons i morters de l'exèrcit napoleònic exposats en l'Arsenal del Kremlin.

Un altre tipus d'arsenal era aquell en el que les fàbriques es substituïen per tallers. La ubicació de l'arsenal era el resultat de consideracions de caràcter tàctic; si es tracta de l'arsenal descrit a la definició, havia d'estar situat en una base d'operacions, és a dir, una zona localitzada lluny de la frontera i protegida d'atacs enemics on fos factible accedir amb facilitat els recursos del territori. Les defenses d'aquest tipus d'edifici havien de ser similars a les d'una fortalesa.
Aquest tipus d'arsenal es trobava dividit en tres departaments: vendes, construcció i administració.
- Dins del departament de vendes hi havia els següents departaments: departament de distribució i recepció, departament de disseny, departament d'armes, munició, armadures, cuirs, pertrets, equip de camp, eines i instruments, departament d'enginyeria, magatzem de fusta i desballestament.
- Dins del departament de construcció hi havia la fàbrica d'armes, les fàbriques de transports, el laboratori, la fàbrica d'armes de mà, la fàbrica de arnesos i d'equips de camp i la fàbrica d'explosius.
- Al capdavant del departament d'administració hi havia el director general de l'arsenal; així mateix, formaven el cos administratiu funcionaris militars i civils, suboficials, artificiers militars, capatassos civils, operaris, obrers i empleats.

En les factories es requeria una labor executiva i administrativa eficient i econòmica; en els departaments de vendes es necessitava un coneixement de tots els utensilis bèl·lics disponibles. Frederick Taylor va introduir el taylorisme en els arsenals.

## Història

### Antiguitat
Els egipcis, en pintures procedents de Tebes van representar arsenals, com els del palau de Ramsès IV, en una escena de distribució d'armes. Un altre exemple és una col·lecció d'armes de la Dinastia XVIII.
El poble hebreu també va conèixer els arsenals sota la forma de simples dipòsits, car tals eren els que va establir Salomó en el seu palau del Líban, i el seu fill Roboam a les principals ciutats del seu Regne. Ahazià els va augmentar notablement dotant-los de màquines de setge.
Els grecs tenien els seus arsenals (hopliterion) en les acròpolis de les seves polis (ciutats), en forma de senzills dipòsits d'armes, com els de les altres Polis de l'Antiguitat.
Quant als romans, Ciceró parla d'un arsenal com un dipòsit d'armes; igual que Titus Livi, que afirma que en temps de la República els exèrcits romans tenien arsenals en els que s'hi fabricaven i s'hi guardaven les armes i màquines de guerra.

## Arquitectura
Aquests edificis es feien a imitació dels antics, que es col·locaven en les ciutats fortificades. L'edifici havia d'estar col·locat a la ribera d'un gran riu per tal de facilitar els transports de materials i armes als punts del país on fossin necessaris. Els seus murs de tancament havien d'estar quan fos possible, envoltats d'un canal com a defensa.
Estaven formats per:
- Un pati principal i, al voltant d'ell hi havia una porció de pòrtics destinats a rebre l'artilleria confeccionada i classificada per sèries, tals com canons, morters, obusos, arçons, carruatges de transport, etc.
- Una sala d'armes per a guardar els fusells, les armes blanques i tota espècie de fornitures
- Un pavelló per a l'administració, amb habitació per a l'administrador i empleats.[4]
- Uns patis secundaris on hi havia els tallers de correteria, serralleria, fosa, fusteria, magatzems de materials i en la part més aïllada un petit magatzem de pólvora.